# Regalgioffoli
Regalgioffoli is een plaats (frazione) in de Italiaanse gemeente Roccapalumba.